# Rheinsberg
Rheinsberg est une ville de l'arrondissement de Prignitz-de-l'Est-Ruppin, dans le Land de Brandebourg, en Allemagne. Une station intégrée, elle est connue pour le château de Rheinsberg, un exemple typique de rococo frédéricien. 

## Géographie
La ville fait partie de la région historique du pays de Ruppin dans le nord du Brandebourg, près des limites du Mecklembourg. La région des lacs de Rheinsberg (Rheinsberger Seengebiet) forme une continuité méridionale du plateau des lacs mecklembourgeois. Elle se trouve sur une rivière appelée le Rhin (à ne pas confondre avec le grand fleuve homonyme), à 20 km au nord-est de Neuruppin et 75 km au nord-ouest de Berlin.
La Bundesstraße 122 (Alt Ruppin – Wesenberg) traverse la commune.

### Quartiers
En plus du centre-ville, le vaste territoire communal comprend 16 localités :
| - Basdorf - Braunsberg - Dierberg - Dorf Zechlin - Flecken Zechlin - Großzerlang | - Heinrichsdorf - Kagar - Kleinzerlang - Linow - Luhme - Schwanow | - Wallitz - Zechlinerhütte - Zechow - Zühlen |

## Histoire

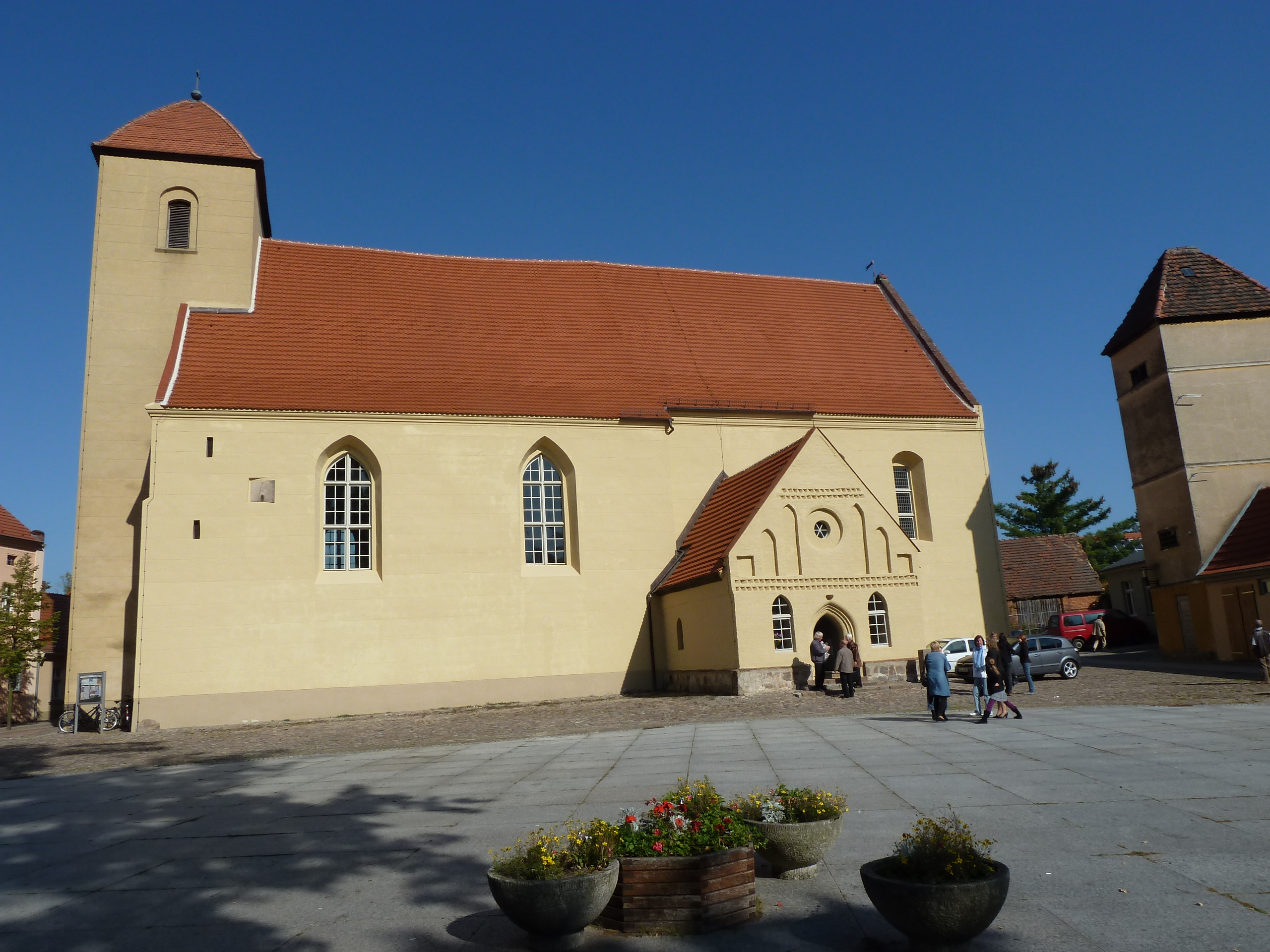
Église Saint-Laurent.

Au Moyen-Âge, la région était colonisée par des tribus slaves (« Wendes »), avant d'être placée sous la domination germanique au cours de la croisade des Wendes en 1147. La seigneurie de Ruppin, initialement un territoire immédiat du Saint-Empire, a été créée en 1214 ; plus tard, le domaine fut un fief des margraves de Brandebourg. Le château de Rheinsberg, un Wasserburg médiéval, fut reconstruit dans le style de la Renaissance en 1566 par la noble famille von Bredow.
Devasté par la guerre de Trente Ans, le fief retourna au « Grand Électeur » Frédéric-Guillaume Ier de Brandebourg en 1685. En 1734, le château a été acheté par le roi Frédéric-Guillaume Ier de Prusse. C'est à Rheinsberg que son fils Frédéric II, alors encore prince héritier, s'installa en 1736, où il s'entoura d'une cour qu'il choisit parmi des philosophes et des gens de lettres. Il y demeura jusqu'à son accession au trône de Prusse en 1740. Le château a été remanié d'après le plans de Georg Wenzeslaus von Knobelsdorff comme un exemple du rococo frédéricien.

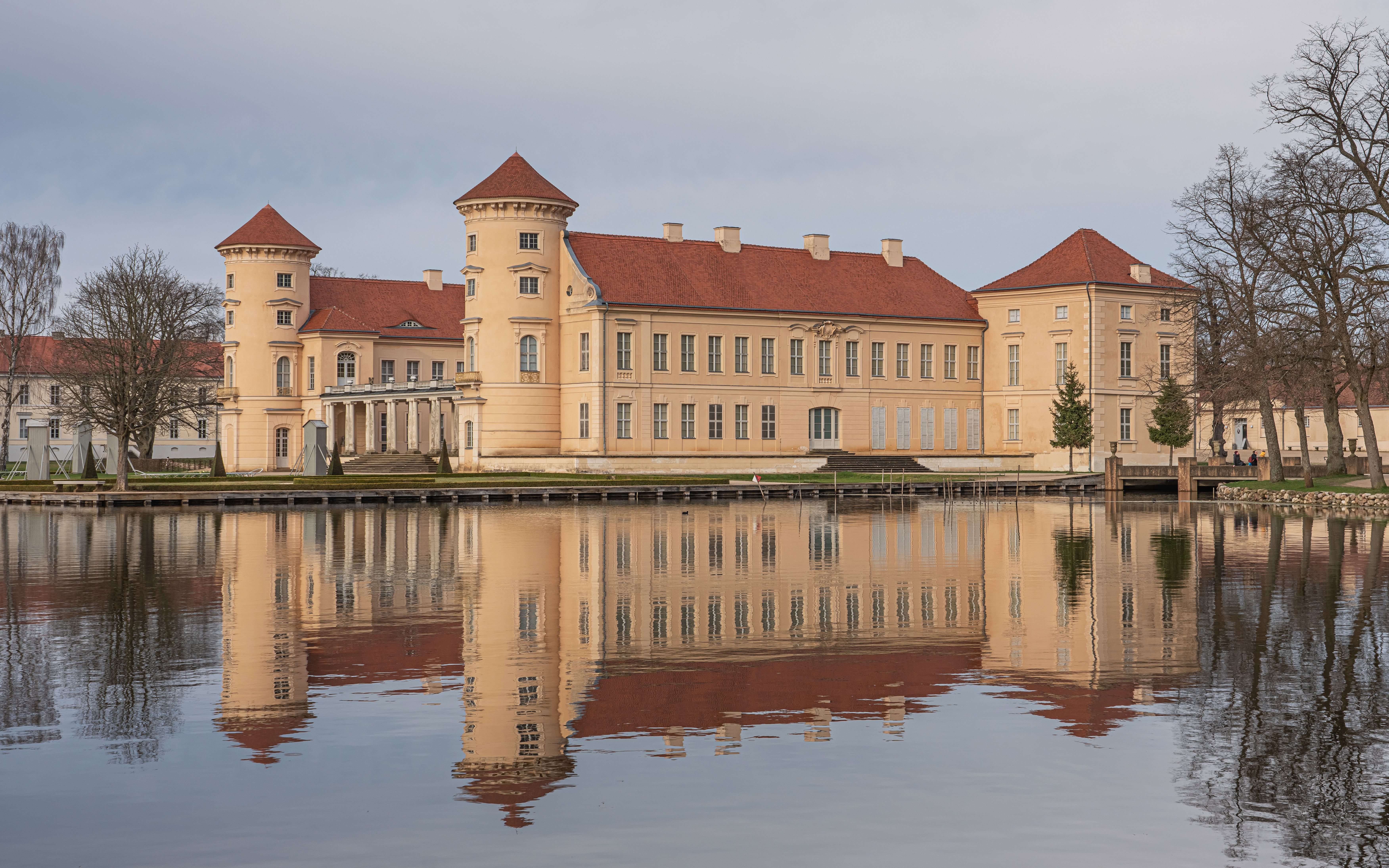
Château.

Rheinsberg fut la résidence du frère cadet de Frédéric II, Henri de Prusse jusqu'à sa mort en 1802. En 1793, il fait élever un monument à Chrétien Guillaume de Lamoignon de Malesherbes à Rheinsberg, avec cette inscription rédigée par Stanislas de Boufflers : « Il vieillissoit tranquille au milieu de l'orage, Distrait de ses malheurs par ceux de son pays, Tout-à-coup il s'élève, & son pieux courage ose offrir une égide aux vertus de Louis. Ce n'est plus pour son Roi qu'il ſignale ſon zèle; Mais il connoît le cœur de ce Roi malheureux ; C'est l'homme qu'il défend, & de sujet fidèle il devient ami généreux. »
La centrale nucléaire de Rheinsberg, installée en 1966, a été la première centrale nucléaire construite dans la République démocratique allemande. Elle a été mise hors service en 1990. 
Le 6 juin 2006, un sommet informel franco-allemand s'y tint, entre le président Jacques Chirac et la chancelière Angela Merkel.

## Étymologie
« Parmi les vingt façons dont s'écrivait Rheinsberg, un professeur de Rostock avait retenu la forme Remsberg, dont il avait donné l'étymologie Remi mons, la montagne de Remus. L'histoire avait donc menti : Romulus n'avait pas tué son frère et Remus échappant à la mort s'était réfugié dans l'île de Grinericksee où se trouvait justement un tombeau. Voilà Rheinsberg devenu Remusberg et Frédéric rattaché directement à la louve qui avait nourrit les jumeaux. »

## Démographie
- Développement de la population dans les limites actuelles. -- Ligne bleue: Population; Ligne pointillé: Comparaison avec le développement de Brandebourg -- Fond gris: Période du régime nazie; Fond rouge: Période du régime communiste
- Évolution recente (ligne bleue) et prévisions sur l'effectif de résidents

| Année | Population |
| ----- | ---------- |
| 1875  | 7 461      |
| 1890  | 7 554      |
| 1910  | 8 015      |
| 1925  | 8 263      |
| 1933  | 8 681      |
| 1939  | 9 063      |
| 1946  | 11 268     |
| 1950  | 11 188     |
| 1964  | 10 391     |
| 1971  | 10 450     |

| Année | Population |
| ----- | ---------- |
| 1981  | 9 635      |
| 1985  | 9 612      |
| 1989  | 9 681      |
| 1990  | 9 700      |
| 1991  | 9 477      |
| 1992  | 9 362      |
| 1993  | 9 469      |
| 1994  | 9 387      |
| 1995  | 9 390      |
| 1996  | 9 388      |

| Année | Population |
| ----- | ---------- |
| 1997  | 9 454      |
| 1998  | 9 395      |
| 1999  | 9 414      |
| 2000  | 9 374      |
| 2001  | 9 320      |
| 2002  | 9 280      |
| 2003  | 9 198      |
| 2004  | 9 085      |
| 2005  | 9 005      |
| 2006  | 8 889      |

| Année | Population |
| ----- | ---------- |
| 2007  | 8 814      |
| 2008  | 8 705      |
| 2009  | 8 579      |
| 2010  | 8 466      |
| 2011  | 8 254      |
| 2012  | 8 179      |
| 2013  | 8 120      |
| 2014  | 8 029      |
| 2015  | 8 153      |
| 2016  | 8 161      |

| Année | Population |
| ----- | ---------- |
| 2017  | 8 111      |
| 2018  | 8 015      |
| 2019  | 8 007      |
| 2020  | 7 948      |
| 2021  | 7 871      |
| 2022  | 7 948      |

## Jumelages
- Ascheberg (Allemagne) depuis 1991
- Fangasso (Mali) depuis 1994
- Huber Heights (États-Unis) depuis 1995
- Mariefred (Suède) depuis 1994
- Toftlund (Danemark) depuis 1995

## Personnalités liées à la ville
- Anne-Marie de Brandebourg (1567-1618), duchesse consort de Poméranie ;
- Sophie de Brandebourg (1568-1622), électrice consort de Saxe ;
- Henri de Prusse (1726-1802), général mort à Rheinsberg ;
- Eduard Gaertner (1801-1877), peintre mort à Flecken Zechlin ;
- Erhard Egidi (1929-2014), chantre, organiste et compositeur de musique sacrée ;
- Hermann Burde (1943-), athlète ;
- Lothar Baumgarten (1944-2018), artiste, photographe et éclairagiste ;